# Energisa Acre
A Energisa Acre, anteriormente conhecida como Companhia de Eletricidade do Acre (Eletroacre), é uma empresa brasileira de distribuição de energia elétrica que opera no estado do Acre.

## História
Foi criada como Companhia de Eletricidade do Acre (Eletroacre) através da lei estadual n° 60, de 17 de dezembro de 1965. Foi autorizada a funcionar como empresa concessionária de serviços públicos de energia elétrica para o Acre, em 20 de agosto de 1968, por intermédio do Decreto Federal n° 63.121.

### Era Eletrobrás
Em setembro de 1997, a Eletroacre, uma sociedade por ações de economia mista, passou a ser administrada de forma compartilhada, através do Contrato de Gestão firmado entre o governo do Acre e a Eletrobras até 30 de janeiro de 1998. Neste dia foi federalizada por intermédio do contrato de “Compra e Venda de Ações e Outras Avenças” celebrado entre os referidos agentes, previamente autorizada pela Assembléia Legislativa do Estado do Acre (lei n° 9.491, de 09 de setembro de 1997).
A Eletrobras Distribuição Acre foi uma concessionária federal de serviço público responsável pela distribuição e comercialização de energia elétrica para todo o Estado, subsidiária da Eletrobras, que detinha 93,29% do total de seu capital social. O suprimento de energia elétrica da capital, Rio Branco, e às seis localidades interligadas ao Sistema Rio Branco, feita pela Eletronorte.

### Privatização
Em 2018, com a venda das seis concessionárias da Eletrobrás, a empresa foi adquirida pelo Grupo Energisa junto com a concessionária Energisa Rondônia. Com isso, a empresa alterou seu nome para Energisa Acre. 

## Área de concessão
Sua área de concessão é o estado do Acre.